# Kazimierz Grochulski (prezydent Jeleniej Góry)
Kazimierz Grochulski (ur. ?, zm. ?) – polski działacz państwowy i partyjny, w 1945–1948 prezydent Jeleniej Góry.

## Życiorys
Należał do Polskiej Partii Socjalistycznej (lubelskiej). Z jej ramienia zajmował stanowisko prezydenta Jeleniej Góry od 7 września 1945 do 10 lutego 1948 (początkowo formalnie jako pełnomocnik Rządu RP na obwód nr 30 – miasto Jelenia Góra). W maju 1947 w związku z zarzutami o niegospodarność i nieprawidłowości w zarządzaniu mieniem miasta został aresztowany przez delegaturę Komisji Specjalnej do Walki z Nadużyciami i Szkodnictwem Gospodarczym. Został sądownie oczyszczony w lipcu 1947 i powrócił na fotel prezydenta. Działał w dolnośląskim oddziale Polskiego Towarzystwa Tatrzańskiego.
Był zięciem Edwarda Osóbka-Morawskiego.